# Andrew Berenzweig
Andrew « Bubba » Berenzwieg (né le 8 août 1977 à Arlington Heights, dans l'Illinois aux États-Unis) est un joueur de hockey sur glace. Il évoluait au poste de défenseur.

## Biographie

### Carrière junior
Après avoir évolué durant trois ans avec l’équipe de son école pré-universitaire, la Loomis Chaffee School, il commence ses études à l’Université du Michigan en 1995 et dispute en parallèle le championnat de la Central Collegiate Hockey Association avec l’équipe de son université, les Wolverines.
Il dispute quatre championnats de CCHA et en remporte deux (1996-1998). Sa dernière saison (1998-1999), en tant que Senior, il est nommé capitaine de l’équipe.

### Carrière professionnelle
Le 22 juin 1996, à Saint-Louis, se déroule le Rêchage d’entrée de la Ligue nationale de hockey. Il est choisi en 5e ronde, en 109e position par les Islanders de New York.
En Avril 1999, les Predators de Nashville l’acquièrent et lui font signer un contrat professionnel en vue de la saison suivante. Il va disputer quatre saisons dans le giron des Predators, disputant trente-sept rencontres de LNH. Il est un joueur régulier du club école, les Admirals de Milwaukee qui évoluent d’abord en  Ligue internationale de hockey, puis en Ligue américaine de hockey.
. Durant la saison 2002-2003, il est nommé capitaine de sa formation.
Durant le mois de février 2003, les Predators vont l’échanger aux Stars de Dallas et il va se rapporter au club école, les Grizzlies de l'Utah en LAH.
Le 3 décembre 2003, Andrew refuse de revenir jouer avec les Grizzlies et se fait suspendre par la direction de l’équipe. C’est sur cette décision que se finit sa carrière de hockeyeur professionnel.

### Vie privée
Andrew est de religion juive. Depuis 2014, il travaille dans une compagnie d’assurance.

## Statistiques
| Saison     | Équipe                 | Ligue      |    | Saison régulière | Saison régulière | Saison régulière | Saison régulière | Saison régulière |   | Séries éliminatoires | Séries éliminatoires | Séries éliminatoires | Séries éliminatoires | Séries éliminatoires |
| Saison     | Équipe                 | Ligue      | PJ | B                | A                | Pts              | Pun              | PJ               | B | A                    | Pts                  | Pun                  |                      |                      |
| 1995-1996  | Wolverines du Michigan | CCHA       | 42 | 4                | 8                | 12               | 4                |                  |   |                      |                      |                      |                      |                      |
| 1996-1997  | Wolverines du Michigan | CCHA       | 38 | 7                | 12               | 19               | 49               |                  |   |                      |                      |                      |                      |                      |
| 1997-1998  | Wolverines du Michigan | CCHA       | 45 | 8                | 11               | 19               | 32               |                  |   |                      |                      |                      |                      |                      |
| 1998-1999  | Wolverines du Michigan | CCHA       | 42 | 7                | 24               | 31               | 38               |                  |   |                      |                      |                      |                      |                      |
| 1999-2000  | Admirals de Milwaukee  | LIH        | 79 | 4                | 23               | 27               | 48               | 3                | 1 | 2                    | 3                    | 0                    |                      |                      |
| 1999-2000  | Predators de Nashville | LNH        | 2  | 0                | 0                | 0                | 0                | -                | - | -                    | -                    | -                    |                      |                      |
| 2000-2001  | Admirals de Milwaukee  | LIH        | 72 | 10               | 26               | 36               | 38               | 5                | 0 | 4                    | 4                    | 4                    |                      |                      |
| 2000-2001  | Predators de Nashville | LNH        | 5  | 0                | 0                | 0                | 0                | -                | - | -                    | -                    | -                    |                      |                      |
| 2001-2002  | Admirals de Milwaukee  | LAH        | 23 | 2                | 5                | 7                | 23               | -                | - | -                    | -                    | -                    |                      |                      |
| 2001-2002  | Predators de Nashville | LNH        | 26 | 3                | 7                | 10               | 14               |                  |   |                      |                      |                      |                      |                      |
| 2002-2003  | Admirals de Milwaukee  | LAH        | 48 | 6                | 11               | 17               | 26               | -                | - | -                    | -                    | -                    |                      |                      |
| 2002-2003  | Predators de Nashville | LNH        | 4  | 0                | 0                | 0                | 0                |                  |   |                      |                      |                      |                      |                      |
| 2002-2003  | Grizzlies de l'Utah    | LAH        | 26 | 6                | 11               | 17               | 4                |                  |   |                      |                      |                      |                      |                      |
| 2003-2004  | Grizzlies de l'Utah    | LAH        | 21 | 4                | 3                | 7                | 2                |                  |   |                      |                      |                      |                      |                      |
| Totaux LNH | Totaux LNH             | Totaux LNH | 37 | 3                | 7                | 10               | 14               |                  |   |                      |                      |                      |                      |                      |

## Transactions
Le 13 avril 1999, il est échangé par les Islanders de New York aux Predators de Nashville. En retour Les Islanders acquièrent un choix de 4e ronde au Repêchage de 1999.
Le 17 février 2003, il est échangé par les Predators, en compagnie d’un conditionnel choix de Repêchage en 2004 aux Stars de Dallas. En retour Les Predators acquièrent Jonathan Sim.

## Récompenses
- 1995-1996 : vainqueur du Championnat NCAA avec les Wolverines du Michigan[1].
- 1997-1998 : vainqueur du Championnat NCAA avec les Wolverines du Michigan[1], nommé sur la seconde équipe d’étoiles du championnat[9] et nommé sur l’équipe de tous les tournois[10].
- 1998-1999 : Nommé Capitaine de l’équipe des Wolverines du Michigan[2].

- 1999-2000 : Vainqueur du trophée Ken-McKenzie, remis au joueur né aux États-Unis jugé la meilleure recrue de la LIH[2].
- 2001-2002 : Participation au match des étoiles de la LAH[2].
- 2002-2003 : Nommé capitaine des Admirals de Milwaukee[7].